# Tetragnatha anuenue
Espèce
Tetragnatha anuenue est une espèce d'araignées aranéomorphes de la famille des Tetragnathidae.

## Distribution
Cette espèce est endémique de l'île d'Hawaï dans l'archipel du même nom,.

## Description
Le mâle holotype mesure 3,8 mm et la femelle paratype 4,3 mm.

## Publication originale
- Gillespie, 2002 : Hawaiian spiders of the genus Tetragnatha: IV new, small species in the spiny leg clade. Journal of Arachnology vol. 30, no 1, p. 159-172 (texte intégral).